# Amaratge de naus espacials

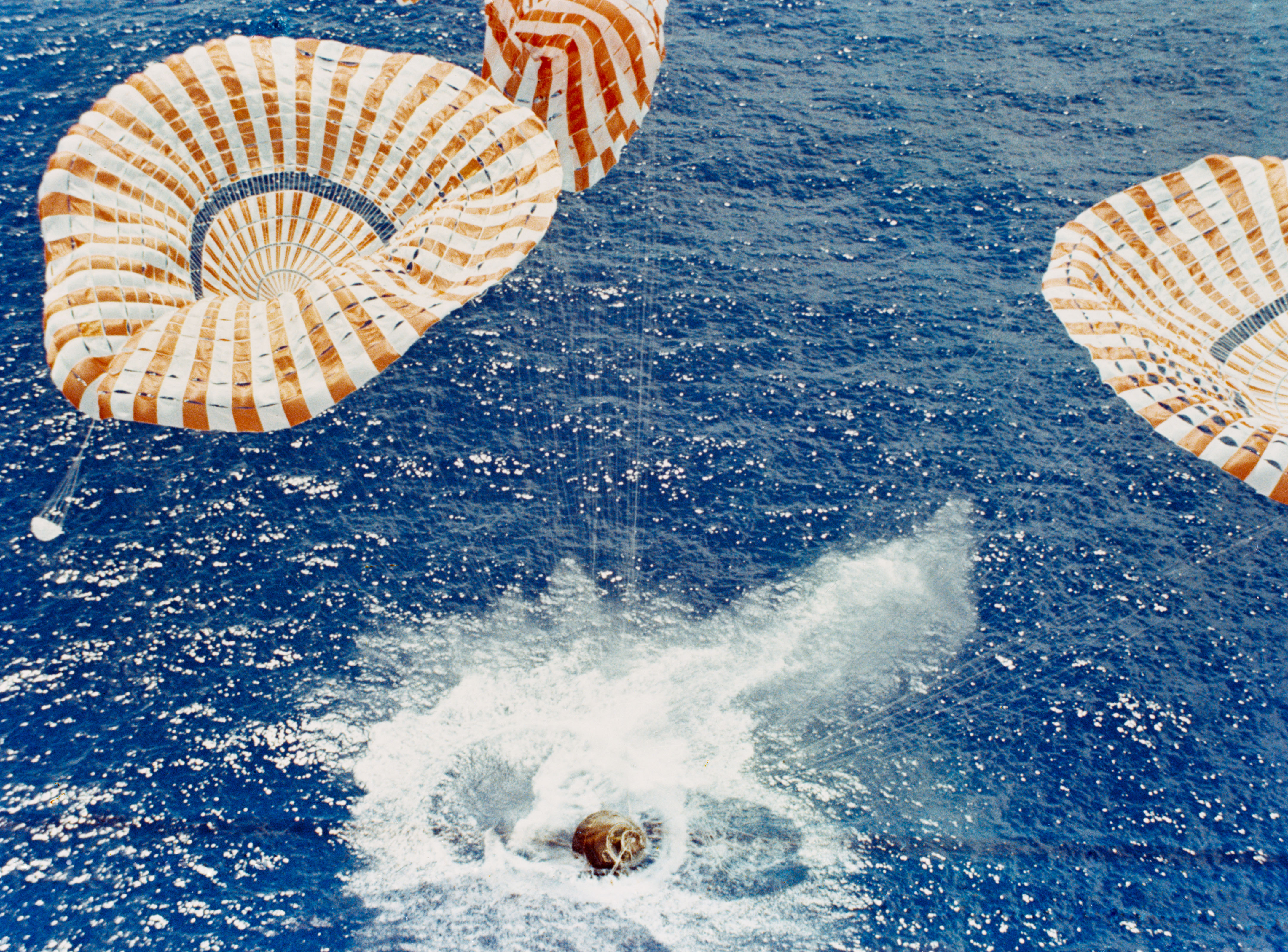
Amaratge d'un càpsula Apol·lo

L'amaratge és el mètode d'aterratge d'una nau amb paracaigudes en un cos d'aigua. Va ser utilitzat per les naus espacials tripulades nord-americans abans del programa espacial Shuttle. També li és possible aterrar en l'aigua a la nau russa Soiuz i a la nau xinesa Shenzhou, encara que açò és només una contingència. L'únic exemple d'un amaratge no desitjat en la història soviètica és l'aterratge de la Soiuz 23.